# Jocs dels Pescadors
Els Jocs dels Pescadors (en llatí Ludi Piscatorii) van ser una festivitat que es va celebrar el dia 7 de juny durant el segle iii aC a la plana situada la riba dreta del riu Tíber.
La festa la celebraven els pescadors de Roma per honorar a Tiberí, el déu protector del riu. Estaven organitzats pel pretor urbà. Tots els peixos que es capturaven aquell dia es sacrificaven llençant-los al foc al temple de Vulcà.